# 阿耶波多
阿耶波多（梵語：、IAST: ，或譯阿里亚哈塔，阿耶波多一世，公元476年－550年）是5世纪末印度的著名数学家及天文学家。他的作品包括《阿里亚哈塔历书》，分四部分。書中提供了精確度達5個有效数字的圓周率近似值。此外，他還根據天文觀測，提出日心說，並發現日月食的成因。另外，印度在1975年發射的第一顆人造衛星以他的名字命名。

## 生平
根據阿里亚哈塔历书，阿耶波多於印度紀元中的争斗时3,600年（公元499年）寫成該書，當時他23歲。這表示他出生於公元476年。阿耶波多並未說明其出生地點。唯一的相關資訊來自婆什迦羅第一，他描述阿耶波多為，亦即「屬於阿薩瑪卡國的人」。在佛陀在世期間，有一支阿薩瑪卡人住在讷尔默达河和哥达瓦里河之間，阿耶波多被認為是出生於該地。但也有部分學者認為阿耶波多出生在喀拉拉邦的格朗格努尔，並提出一些天文上的證據來支持其論點。
阿耶波多曾前往庫什馬布拉進修，並在那裏生活了一段期間。根據印度教與佛教傳統，以及包含婆什迦羅第一的一些學者，皆認為庫什馬布拉就是巴連弗邑，也就是現在的巴特那 。有段詩句提及阿耶波多曾領導一所位於庫什馬布拉的學院，而由於當時那爛陀大學位於巴連弗邑，而且設有天文觀測站，因此有學者推測阿耶波多也曾領導那爛陀大學。阿耶波多也曾在位於比哈尔邦塔熱嘎那的一間太陽神廟建立一座天文觀測站。

## 數學

### 估計圓周率
阿耶波多曾進行圓周率之估計，並有可能得出圓周率值是無理數的結論。在《阿里亞哈塔曆書》的第二部分，阿耶波多寫道：
原文：
|  |  |  |

翻譯：
|  | 4加上100，再乘以8，再加上62,000，按此規則可逼近直徑為20,000的圓之周長值。 |

這表示圓周率的值，也就是圓周與直徑的比，是{\displaystyle {\frac {(4+100)\times 8+62000}{20000}}={\frac {62832}{20000}}=3.1416}，其精確度達5個有效数字。有學者推斷，阿耶波多使用「逼近」（）一詞，可能不僅為了表示這是估計值，而是有意表示他是個無理數。同样，在中國，劉徽於公元263年求得一樣的圓周率：{\displaystyle {\tfrac {3927}{1250}}=3.1416}；在歐洲，圓周率是無理數的證明由约翰·海因里希·朗伯在1761年發表。在《阿里亞哈塔曆書》於公元820年被翻譯成阿拉伯文之後，這個估計值被花拉子米所著之代數書籍中被提及。

### 三角學
在《阿里亞哈塔曆書》中的〈算數〉篇第6回，阿耶波多描述三角形的面積計算方式：
原文：
|  |  |  |

翻譯：
|  | 對於一個三角形，底的一半與高的乘積即為其面積 |

阿耶波多也在該書中討論正弦函數的概念，稱之為，字面上為半弦之意。爾後，人們逐漸將其簡稱為。爾後其著作從梵文被譯為阿拉伯文，該函數名則被譯成「jiba」。然而，在阿拉伯文書寫體系中母音被省略，於是該詞變成了「jb」。到了12世紀，克雷莫納的杰拉德將該書從阿拉伯文翻譯成拉丁文時，因為「jiba」在阿拉伯文中沒有對應的意義而誤以為該字為「jaib」，意為「口袋」或「襞」。於是便譯為拉丁文的對應詞「sinus」，意為「海灣」，最後便演變為如今正弦函數的英文名「sine」。餘弦函數亦是如此。

### 代數
在《阿里亚哈塔历书》中，阿耶波多推導出以下平方與立方级数求和之結果：
{\displaystyle 1^{2}+2^{2}+\cdots +n^{2}={n(n+1)(2n+1) \over 6}}
以及
{\displaystyle 1^{3}+2^{3}+\cdots +n^{3}=(1+2+\cdots +n)^{2}}

## 天文

### 日月食
阿耶波多認為，月球與行星並不會自行發光，而是反射太陽光。此外，他也解釋了日月食的成因，說明日食是月球落在地球上的陰影、月食是地球落在月球上的陰影造成的。他也討論了地球陰影的大小和範圍，並計算出日月食的規模。後事的印度天文學家更基於阿耶波多的基礎上，將預測做得更加精確。他們的計算是如此的精確，以至於18世紀科學家紀堯姆·勒讓蒂爾造訪印度本地治里時發現印度人對1765年8月30日月食的持續時間只比實際短了41秒，而他手上的預測表則長了68秒。

### 地球自轉與公轉週期
若使用現今公制單位，阿耶波多當時求得之恆星日長度為23小時56分4.1秒，而現代測得之精確值為23小時56分4.091秒。另外，阿耶波多求得之恆星年長度為365天6小時12分30秒（365.25858天）:13，只與現代測量值（365.25636天）相差3分20秒。

## 以阿耶波多命名的事物

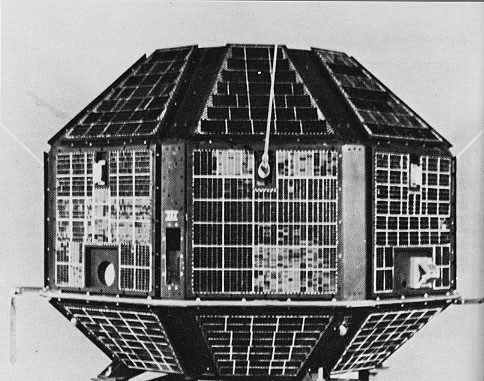
印度的第一顆人造衛星，以阿耶波多命名

- 印度的第一顆人造衛星：阿耶波多人造衛星（英语：Aryabhata (satellite)）[19]。
- 月球上的隕石坑：阿耶波多隕石坑[19]。
- 鄰近印度奈尼塔爾的阿耶波多觀測科學研究學院（英语：Aryabhatta Research Institute of Observational Sciences）[19] 。
- 印度空间研究组织在平流层發現的細菌：阿耶波多芽孢桿菌（學名：Bacillus aryabhata）[20]。
- 阿耶波多知識大學（英语：Aryabhatta Knowledge University）：印度比哈尔邦的一所大學[21]。

### 腳註
1. 1 2 3 4  K. V. Sarma.  (PDF). Indian Journal of History of Science. 2001, 36 (4): 105–115. （原始内容存档 (PDF)于2015-01-04） （英语）.
2. ↑  . history.mcs.st-andrews.ac.uk.   [2012-07-18]. （原始内容存档于2015-07-11） （英语）.
3. ↑  Britannica Educational Publishing. . The Rosen Publishing Group. 2010-08-15: 97–  [2012-07-18]. ISBN 978-1-61530-218-5. （原始内容存档于2015-09-02） （英语）.
4. ↑  Bharati Ray. . Pearson Education India. 2009-09-01: 95–  [2012-06-24]. ISBN 978-81-317-1818-6. （原始内容存档于2015-09-02） （英语）.
5. 1 2  B. S. Yadav. . Springer. 2010-10-28: 88–  [2012-06-24]. ISBN 978-0-8176-4694-3. （原始内容存档于2015-09-02） （英语）.
6. ↑  Heidi Roupp. . M.E. Sharpe. 1997: 112–  [2012-06-24]. ISBN 978-1-56324-420-9. （原始内容存档于2015-09-02） （英语）.
7. 1 2 3 4  Ansari, S.M.R. . Bulletin of the Astronomical Society of India. March 1977, 5 (1): 10–18  [2011-01-22]. Bibcode:1977BASI....5...10A. （原始内容存档于2007-11-16） （英语）.
8. ↑  Radhakrishnan Kuttoor, , The Hindu, 2007-06-25, （原始内容存档于2007-07-01） （英语）
9. ↑  Cooke, Roger. . . 1997: 204 （英语）. Aryabhata himself (one of at least two mathematicians bearing that name) lived in the late 5th and the early 6th centuries at Kusumapura (Pataliutra, a village near the city of Patna) and wrote a book called Aryabhatiya.
10. ↑   (PDF). National Council of Science Museums, Ministry of Culture, Government of India.   [2009-12-09]. （原始内容 (PDF)存档于2011-07-21） （英语）.
11. ↑  
Jacobs, Harold R. . New York: W.H. Freeman and Company. 2003: 70. ISBN 0-7167-4361-2.
12. ↑  
S. Balachandra Rao. . Bangalore: Jnana Deep Publications. 1998 [First published 1994]. ISBN 81-7371-205-0.
13. ↑  Roger Cooke. . . Wiley-Interscience. 1997. ISBN 0-471-18082-3. Aryabhata gave the correct rule for the area of a triangle and an incorrect rule for the volume of a pyramid. (He claimed that the volume was half the height times the area of the base.)
14. ↑  Howard Eves.  6. Saunders College Publishing House, New York. 1990: 237.
15. ↑  Douglas Harper. . 2001  [2007-07-14]. （原始内容存档于2007-07-13） （英语）.
16. ↑  Boyer, Carl B. .  Second. John Wiley & Sons, Inc. 1991: 207. ISBN 0-471-54397-7. He gave more elegant rules for the sum of the squares and cubes of an initial segment of the positive integers. The sixth part of the product of three quantities consisting of the number of terms, the number of terms plus one, and twice the number of terms plus one is the sum of the squares. The square of the sum of the series is the sum of the cubes.
17. ↑  R.C.Gupta. . Helaine Selin  (编). . Springer. 1997-07-31: 72  [2011-01-22]. ISBN 978-0-7923-4066-9. （原始内容存档于2015-09-02） （英语）.
18. ↑  Aryabhatiya 馬拉提語：, Mohan Apte, Pune, India, Rajhans Publications, 2009, p.25, ISBN 978-81-7434-480-9
19. 1 2 3  . The Hindu. 2006-02-03  [2007-07-06]. （原始内容存档于2007-10-01） （英语）.
20. ↑  . ScienceDaily. 2009-03-18. （原始内容存档于2015-04-15） （英语）.
21. ↑  . Aryabhatta Knowledge University.   [2023-10-16]. （原始内容存档于2023-06-04） （英语）.